# Ukraine Calling (альбом)
«Ukraine Calling» — західноєвропейський реліз українського гурту Гайдамаки, випущений 2006 року німецьким лейблом Eastblok music. Трек-лист цієї платівки, майже повністю збігається з трек-листом альбому «Перверзія». Єдине що, як бонус, був доданий трек «За нашов стодолов» («Behind Our Barn»), який без змін потрапив сюди з альбому «Богуслав». Також змінилось оформлення альбому й англійською мовою перекладено трек-лист.

## Альбом

### Передумови
Завдяки діяльності низки інді-лейблів (таких як бельгійський Crammed Discs, німецький Eastblock Music та ін.), у Західній Європі склалася певна мода на вечірки у балканському стилі. Балкан-паті проводилися у перебудованих на концертні зали клубах. У таких заходах завжди брали участь балканські ансамблі.
Тому після підписання контракту Гайдамаки ясно усвідомлювали, що їм потрібно рахуватись з тією кон'юнктурою і стереотипами, які склалися навколо східно-європейських етно-колективів. Через те записаний матеріал, який в Україні з'явився як «Перверзія», а на Заході, трохи згодом, як «Ukraine Calling», значно відрізняється настроєм та музикою від минулих робіт гурту.

### Запис
Якихось конкретних дат щодо праці у студії немає. Як і завжди, у музикантів був напружений концертний графік. Більшість виступів відбувалася за кордоном, тому робота у студії велася короткими набігами. Запис, мікс, мастеринг — все робилося власними силами та власним коштом.

### Музика та лірика
Серед попередніх релізів «Перверзія»/«Ukraine Calling» відрізняється зростанням ролі духових серед інших інструментів. Відтепер основним носієм малюнка мелодії є духові інструменти. Раніше такого у Гайдамаків не було. Можливо це пов'язано з приходом до гурту нового учасника — Еугеніу Дідика, колишнього тромбоніста гурту Zdob si Zdub.
Були певні зміни у ліриці. Якщо раніше пан Ярмола робив спроби писати різні варіації на тему народних колядок та пісень, то на цьому кружальці намітилась тенденція торкатись у віршах соціальної (Пісня «Немає хліба — співай!/Sing, Even If You Got No Bread!») та політичної тематики (пісня «Листопад/November», присвячена Помаранчевій революції). Ця тенденція візьме гору вже на альбомі ««Кобзар»» — послідовника «Перверзії» та «Ukrainian Calling».
Справжньою перлиною альбому є інтерпретація лемківської співанки — зворушлива балада «Під облачком» («At the Window»). Завдяки делікатному, мужньому вокалу Ярмоли та тендітному акомпанементу бандури та скрипки, ця пісня набуває надприродну легкість і омріяність.
Завершується оригінальний реліз напівінструментальним треком «Ukraine Calling». Він починається з бадьорого вступу, який зі своїми духовими та ритмом спокійно міг би потрапити до репертуару етно-гуртів з Болгарії або Сербії; продовжується повільнішим прикарпатським програшем, у якому ми чуємо сопілку та цимбали, та під який MC YARMOLA, від імені всього гурту зачитує звернення до фанатів.

### Після релізу
Саме цей реліз слід вважати переломним у відносинах гурту з європейським слухачем. Завдяки співпраці з лейблом Eastblock, до Гайдамаків стали надходити цікаві пропозиції з приводу проведення концертів (тільки у Німеччині, протягом 2006 року, було відіграно більше ніж 30 концертів).
Завдяки активній концертній діяльності та співпраці з відомим лейблом вони почали здобувати визнання як серед прихильників «World music», так і серед своїх колег — інших професійних музичних колективів.
Незабаром після релізу, один з треків альбому, «Behind Our Barn» («За нашов стодолов»), потрапив до плей-листу Чарлі Джілетта (Charlie Gillett) у його 26-хвилинній програмі «Звуки світу» («The Sound of the World»). Програма транслюється на весь світ і є орієнтиром для багатьох інших експертів у царині «співів світу». Сам Чарлі Джілетт визнаний найкращим ведучим ВВС у цьому напряму.
У березні 2006 реліз потрапив до Європейського чарту Музики Світу (World Music Charts Europe).

## Музиканти

### «Гайдамаки»
- Олександр Ярмола — вокал, сопілка, коса, вірші
- Іван Леньо — акордеон, бек-вокал, цимбали,
- Еугеніу «Хайдук» Дідик — труба
- Олександр Дем'яненко — гітара
- Руслан Оврас — барабани, перкусія
- Володимир Шерстюк — бас-гітара

## Список композицій
1. Love (To Ada Cytryna) (3:55)
2. Achtung?! (1:32)
3. Sing, Even If You Got No Bread! (4:10)
4. November (5:03)
5. Shidi-Ridi (3:07)
6. Heavenly Trembita (5:03)
7. Along the Valley (3:56)
8. Dismal Holy Night (3:48)
9. Seven Sorrows (3:40)
10. On the Other Shore (2:50)
11. At the Window (4:50)
12. Ukraine Calling (2:35)
13. Behind Our Barn (3:15)

Музика — Гайдамаки 

Вірші — Олександр Ярмола

крім — 7,8,11,13 вірші народні

## Відео
На підтримку альбому було знято два відео, режисером яких став львівський режисер Тарас Химич.
Зйомки кліпу «Кохання» проходили в першій декаді квітня у Кам'янець-Подільському.
На основі відео з виступу гурту на фестивалі «Пшистанек Вудсток» (тоді Гайдамаки виступили перед 250 тисячами людей у прайм-таймі на головній сцені фестивалю, а також були хедлайнерами останнього дня на фольковій сцені) був змонтований кліп на пісню «Божественна тромпіта». Всеукраїнська прем'єра відбулася у неділю — 14 січня 2007 року, на телеканалі М1. За підсумками смс-голосування кліп Гайдамаків став беззаперечним переможцем у «Міністерстві прем'єр» вже увечері, набравши 59 % відсотків глядацьких голосів з-поміж 5-ти інших учасників прем'єрного дня.